# Abbeville (Alabama)
Abbeville és una ciutat del Comtat de Henry a l'estat d'Alabama (Estats Units d'Amèrica).

## Demografia
Segons el cens del 2007 tenia 2.944 habitants, 1.172 habitatges, i 787 famílies. La densitat de població era de 74,1 habitants/km².
Dels 1.172 habitatges en un 27,2% hi vivien nens de menys de 18 anys, en un 45,8% hi vivien parelles casades, en un 17,8% dones solteres, i en un 32,8% no eren unitats familiars. En el 30,8% dels habitatges hi vivien persones soles el 17,4% de les quals corresponia a persones de 65 anys o més que vivien soles. El nombre mitjà de persones vivint en cada habitatge era de 2,41 i el nombre mitjà de persones que vivien en cada família era de 3,01.
Per edats la població es repartia de la següent manera: un 22,9% tenia menys de 18 anys, un 8,4% entre 18 i 24, un 22,1% entre 25 i 44, un 22,8% de 45 a 60 i un 23,8% 65 anys o més.
L'edat mediana era de 42 anys. Per cada 100 dones hi havia 82,6 homes. Per cada 100 dones de 18 o més anys hi havia 78,2 homes.
La renda mediana per habitatge era de 23.266 $ i la renda mediana per família de 37.917 $. Els homes tenien una renda mediana de 26.250 $ mentre que les dones 20.603 $. La renda per capita de la població era de 17.215 $. Aproximadament el 17,3% de les famílies i el 21,5% de la població estaven per davall del llindar de pobresa.

## Poblacions properes
El següent diagrama mostra les poblacions més properes.